# Arctosa kansuensis
Arctosa kansuensis là một loài nhện trong họ Lycosidae.
Loài này thuộc chi Arctosa. Arctosa kansuensis được Ehrenfried Schenkel-Haas miêu tả năm 1936.